# Acanthopus excellens
Acanthopus excellens är en biart som beskrevs av Carlos Schrottky 1902. Acanthopus excellens ingår i släktet Acanthopus och familjen långtungebin. Inga underarter finns listade i Catalogue of Life.